# FK Inđija
Fudbalski Klub Inđija  (serb. cyr.: Фудбалски Клуб Инђија) – serbski klub piłkarski z miasta Inđija, w południowej Wojwodinie, utworzony w 1933 roku. 